# 撞木反り
撞木反り（しゅもくぞり）は、相撲の日本相撲協会制定決まり手八十二手、反り手のひとつ。

## 概要
相手の懐に潜り込み、相手を横向きに肩に担ぎ上げ、後ろに反って落とす技。撞木とは鐘を鉦を撞く際に用いられるＴ字形の木槌のことであり、相手を肩に担ぎ上げた体勢が似ていることからこの名がある。仕掛ける体勢は同じ反り手に分類されている襷反りに似ているが、襷反りが相手を肩に担ぎ上げないのに対して、撞木反りは相手を完全に担ぎ上げて後方に叩き落とす技である。
大相撲においては最も珍しい決まり手であり、1900年（明治33年）の書籍『新編相撲叢話』で徒然坊は、公式の決まり手に入ったことのない鴨の入首と並んで花相撲以外では滅多に出ない技である旨、述べている。1935年（昭和10年）に大日本相撲協會（後の公益財団法人 日本相撲協会）が決まり手を従来の48手から56手に増設する形で制定して以降、2025年5月現在までに幕内・十両のみならず、取的を含む全取組を通しても本場所・準場所・巡業・イベント問わず、一度も使用されたことがない。記録の残る使用例は、1935年に56手に増設されるよりも以前の1929年（昭和4年）秋場所9日目に東前頭10枚目の常陸嶌朝治郎が西前頭14枚目の東関善三郎に対して決めた一例のみである。なお、常陸嶌が同場所4日目に大蛇山酉之助を破った取組は、「衣被き」として記録されている。この「衣被き」も公式の決まり手の撞木反りに含まれるもののうち特定のパターンのものと言われている。一方、柔道の肩車の基本形は相手を側方に投げ落とすが、1948年の講道館機関誌『柔道』で玉嶺生は、肩車が相撲では「きぬかつぎ（抜けだすき）」にあたる旨述べている。衣被き、きぬかつぎ、抜けだすきは公式の決まり手には採用されたことはない。
アマチュア相撲では、近年の例で2011年11月6日の第89回全国学生相撲選手権大会団体戦準決勝（関西学院大学 - 法政大学）において、関西学院大学1年の宇良和輝が決めたことがある。ただし、関西学院大学相撲部は公式ブログにおいて本来の撞木反りとは違うことを指摘しており、実際は居反りであるとの見解を記している。日本のアマチュア相撲の中学生以下では禁じ手である。一度目は取直し、二度目は負けとなる。
他の格闘技における類似技として、1948年の講道館機関誌『柔道』で玉嶺生は、柔道の肩車のうち、後ろに反り倒す肩車は相撲では撞木反り、襷反りにあたる旨述べている。また、レスリングの飛行機投げ（ファイアーマンズ・キャリー）、プロレスのバックフリップやアングル・スラムなどがある。中国武術の投げ技にも、八卦掌に金蝉脱殻、太極拳に倒輦猴がある。
柔道やレスリングの類似技に比べて、相撲における使用頻度が低い理由としては、相手の懐に潜りこむことが必須のため、膝を土俵についてしまう危険性が高くなることが考えられる。また、相手の懐に潜り込めたとしても、相当の腕力と担ぎ上げた相手より先に土俵につかずに持ちこたえるだけの柔軟性を要する（この二つは往々にして相反する）・担ぎ上げても暴れられて共倒れになる危険がある（この場合、下に居る力士が不利）・力士全般の大型化により、相当の体格差がない限りは担ぎ上げることが困難になった、などの理由もある。決まり手係を務めた12代大山（元・大飛進）は、NHKから決まり手についての取材を受けた際に「撞木反りは無理だと思います」と断言している。